# Alte Thurbrücke Bischofszell
Die achtjochige alte Thurbrücke führt südwestlich des Stadtzentrums von Bischofszell über die Thur. Sie wird auch Krumme Brücke genannt, weil ihr Grundriss einige Knicke hat, damit die Pfeiler auf den Nagelfluhfelsen im Flussbett gegründet werden konnten. Die 116 Meter lange Brücke aus Tuff- und Sandsteinen ist die längste aus dem Mittelalter erhaltene Natursteinbrücke der Schweiz.

## Geschichte

Thurbrücke um 1827. Am rechten Ende ist das Dach des 1860 abgerissenen Thurbades erkennbar.
Holzstich nach J. B. Isenring.

Zeichnung von Johann Rudolf Rahn circa 1899. Die Fussgängerinseln wurden 1971 entfernt.

Bereits im Hochmittelalter stand weiter flussaufwärts bei der Stegwiese eine Holzbrücke. Erste schriftliche Belege für diese Brücke stammen aus dem Jahr 1325.
1479 trafen Bischofszell und der Bischof Otto IV. von Konstanz eine Übereinkunft zum Bau einer Steinbrücke. Gemäss einer Sage soll der Grund für den Bau der Brücke gewesen sein, dass zwei adlige Jünglinge im hochgehenden Fluss ertrunken sein sollen. So bestand eine Verpflichtung des Bischofs, jeweils eine Brücke über die Thur und die Sitter zu bauen. Allerdings wurde der Bau wegen Finanzmangel des Bischofs nicht ausgeführt, und der Bischof gab diese Verpflichtung gegen 300 Goldgulden und weitere Einkünfte an die Gemeinde
Bischofszell ab, und die Brücke wurde 1487 vollendet.
Die Brücke hat einen gekrümmten Verlauf, was darauf zurückzuführen ist, dass bestehende Felsen im Fluss als Fundament verwendet wurden, welche nicht in gerader Linie im Flussbett liegen.
Bis 1796 (nach anderen Quellen bis 1781) blieb die Benutzung zollfrei, wodurch Bischofszell zu einem Umschlagplatz für Leinwand und für den Fernhandel wurde. Um die Brückenpfeiler vor der oft hochgehenden Thur zu schützen, wurden im 16. oder 17. Jahrhundert beidseitig Strömungsteiler vorgebaut.
Von Mitte des 19. Jahrhunderts an genügte die nur 3 Meter breite Fahrbahn für den stetig zunehmenden Verkehr nicht mehr. 1860 bis 1862 wurde die Brücke etwas verbreitert um sie fahrzeugfreundlicher zu gestalten, wobei der Brückenscheitel etwas abgetragen wurde und die Auffahrten erhöht wurden. Diese Arbeiten wurden von der Firma Locher aus Zürich ausgeführt. Um mehr Platz zu schaffen wurde das Thurbad am Nordende der Brücke abgebrochen.
1969 wurde die krumme Brücke für den motorisierten Verkehr gesperrt. Im Zusammenhang mit dem Bau der neuen Brücke etwas flussaufwärts 1972/73 wurde 1971 bis 1975 der ursprüngliche Zustand der alten Brücke wiederhergestellt, im Besonderen wurden die balkonartig angebauten Inseln für die Fussgänger entfernt. 1974 wurden die Reste des schon im 17. Jahrhundert erwähnten Badehauses archäologisch untersucht. Entdeckt wurden eine grosse Eichenholzwanne, Teuchelleitungen und Badeöfen.
Von 1999 bis 2006 wurde die alte Thurbrücke umfassend saniert. Unter anderem wurden Teile der Sandstein- und Tuffsteinquader ersetzt und die Fahrbahn gegen Nässe abgedichtet. Die Baukosten betrugen knapp eine Million Franken.